# Инаугурация Улисса Гранта (1869)
Первая инаугурация Улисса Гранта в качестве 18-го Президента США состоялась 4 марта 1869 года. Одновременно к присяге был приведён Шайлер Колфакс как 17-й вице-президент США. Президентскую присягу проводил Председатель Верховного суда США Салмон Чейз, а присягу вице-президента принимал временный президент Сената США Бенджамин Уэйд.
Инаугурационный парад 1869 года был грандиознее, чем любой из тех, что были до него. В тот день восемь полных дивизий солдат прошли маршем по Пенсильвания-авеню. Места с видом на маршрут парада продавались по очень высоким ценам, что также является первым случаем, когда для приёма в Капитолий в день инаугурации потребовались специальные билеты.
Уходящий президент Эндрю Джонсон не присутствовал на церемонии инаугурации, так как он и Грант отказались ввиду неприязни друг к другу сидеть вместе в одной карете, направляющейся в Капитолий. Джонсон также отказался ехать в отдельной повозке. Вместо этого тот провёл всё утро в Белом доме, подписывая в последнюю минуту документы, и вскоре после полудня выехал из резиденции. Это был последний раз, когда уходящий президент бойкотировал инаугурацию своего преемника, до 2021 года, когда Дональд Трамп бойкотировал инаугурацию Джо Байдена.

## Галерея

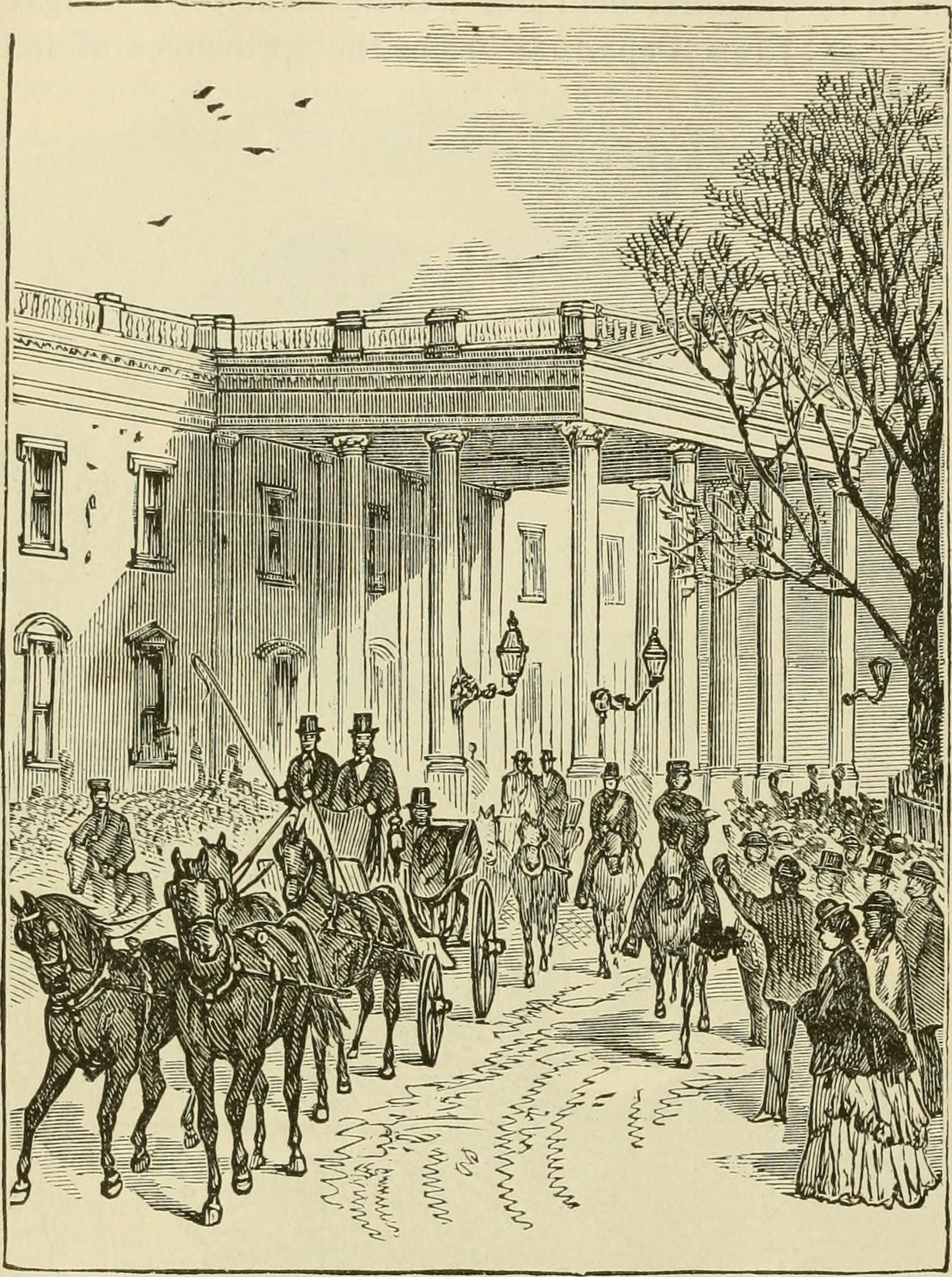
Президент Грант выезжает в Капитолий
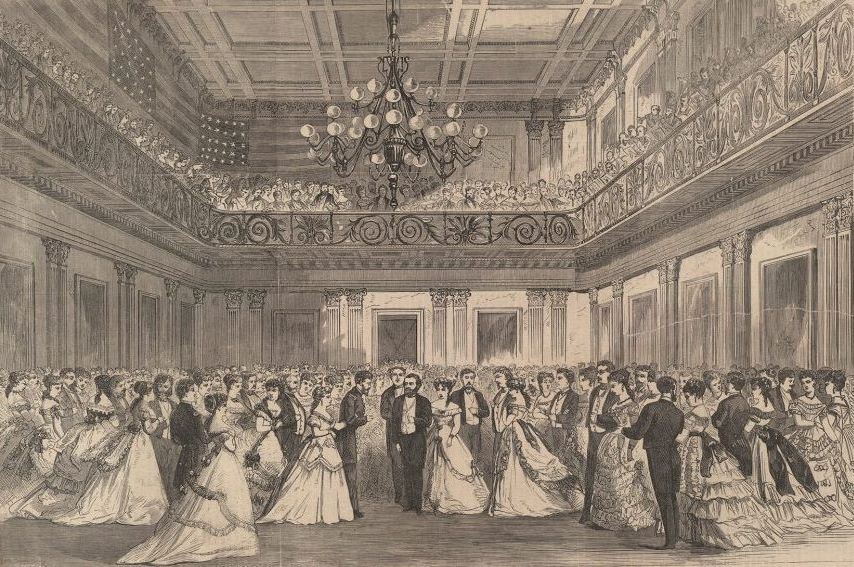
Инаугурационный бал